# چشمه سرگ‌چینه
سرگچینه محل ییلاقی می‌باشد  در سی کیلومتری شهر یاسوج مابین دهستان دشتروم و شهر بابامیدان،منطقه ای خوش آب و هوا در فصل بهار و تابستان و زمستان پربرف و سرد، محل سکونت ییلاقی عشایر رستم ممسنی می باشد که قشلاق را در بابامیدان رستم بسر می‌برند ،و دارای چشمه‌های روان بسیاری ازجمله چشمه پلنگی،هفت چشمه،چشمه تلاشی،آب اشکفتک ،چشمه تل گرگی..‌
سرگچینه تا سال ۱۳۷۰جزء خاک رستم ممسنی بوده است در حال حاضر از لحاظ جغرافیایی جز استان کهگیلویه و بویراحمد می‌باشد  ،مردم ساکن در این دیار همگی عشایر کوچ روی شهرستان رستم ممسنی از تیره های بهمن یاری و سادات و عبدالهی می باشند
از لحاظ کشاورزی گرچه پهنه وسیعی را در بر نمی‌گیرد ولی زمین‌های حاصل خیزی دارد که منبع خیر فراوان برای ساکنین و چشم‌انداز روح افزایی برای مسافران می‌باشد .

## منبع
- دانشنامه فارس